# Grand Prix Francie 1969
Grand Prix Francie 1969 (oficiálně LV Grand Prix de France) se jela na okruhu Circuit de Charade v Clermont-Ferrand ve Francii dne 6. července 1969. Závod byl pátým v pořadí v sezóně 1969 šampionátu Formule 1.

## Závod
| Poř.   | No. | Jezdec               | Konstruktér  | Počet kol | Čas/Odstoupení    | Pořadí na startu | Body |
| ------ | --- | -------------------- | ------------ | --------- | ----------------- | ---------------- | ---- |
| 1      | 2   | Jackie Stewart       | Matra-Ford   | 38        | 1:56:47.4         | 1                | 9    |
| 2      | 7   | Jean-Pierre Beltoise | Matra-Ford   | 38        | + 57.1            | 5                | 6    |
| 3      | 11  | Jacky Ickx           | Brabham-Ford | 38        | + 57.3            | 4                | 4    |
| 4      | 5   | Bruce McLaren        | McLaren-Ford | 37        | + 1 kolo          | 7                | 3    |
| 5      | 10  | Vic Elford           | McLaren-Ford | 37        | + 1 kolo          | 10               | 2    |
| 6      | 1   | Graham Hill          | Lotus-Ford   | 37        | + 1 kolo          | 8                | 1    |
| 7      | 12  | Silvio Moser         | Brabham-Ford | 36        | + 2 kola          | 13               |      |
| 8      | 4   | Denny Hulme          | McLaren-Ford | 35        | + 3 kola          | 2                |      |
| 9      | 3   | Jo Siffert           | Lotus-Ford   | 34        | + 4 kola          | 9                |      |
| Ret    | 6   | Chris Amon           | Ferrari      | 30        | Motor             | 6                |      |
| Ret    | 15  | Jochen Rindt         | Lotus-Ford   | 22        | Psychika          | 3                |      |
| Ret    | 9   | Piers Courage        | Brabham-Ford | 21        | Šasi              | 11               |      |
| Ret    | 14  | John Miles           | Lotus-Ford   | 1         | Palivové čerpadlo | 12               |      |
| Zdroj: |     |                      |              |           |                   |                  |      |

## Průběžné pořadí po závodě
Pohár jezdců
|        | Pořadí | Jezdec               | Body |
| ------ | ------ | -------------------- | ---- |
|        | 1      | Jackie Stewart       | 36   |
|        | 2      | Graham Hill          | 16   |
|        | 3      | Jo Siffert           | 13   |
| 1      | 4      | Bruce McLaren        | 13   |
| 2      | 5      | Jean-Pierre Beltoise | 11   |
| Zdroj: |        |                      |      |

Pohár konstruktérů
|        | Pořadí | Konstruktér  | Body |
| ------ | ------ | ------------ | ---- |
|        | 1      | Matra-Ford   | 36   |
|        | 2      | Lotus-Ford   | 22   |
|        | 3      | McLaren-Ford | 18   |
|        | 4      | Brabham-Ford | 13   |
|        | 5      | Ferrari      | 4    |
| Zdroj: |        |              |      |